# Malik Kleist
Malik Lorentz Rink Søren Kleist (* 6. April 1977 in Tasiilaq) ist ein grönländischer Filmemacher und Rockmusiker. Als Filmproduzent gehört er zu den Begründern einer regelmäßigen Produktion grönländischer Filme seit 2009.

## Leben und Werk
Malik Kleist ist der Sohn des Beamten Kaj Kleist (* 1943) und seiner Frau Else Hansen (* 1950). Sein älterer Bruder ist der Badmintonspieler Mininnguaq Kleist (* 1973).
Er war seit seiner Kindheit an Filmen interessiert. Mit 14 Jahren kaufte er seine erste Kamera und drehte Kurzfilme mit seinen Freunden. Noch zu Schulzeiten arbeitete er 1998 als Assistent des Beleuchters und des Tontechnikers für ein professionelles Filmteam, das den Film Sinilluarit („Schlaf gut“) mit dem Regisseur Inuk Silis-Høegh drehte. Malik Kleist schloss 1999 die Schule mit der Hochschulreife ab. Im Jahr 2000 begann er ein Studium an der Medienschule im dänischen Viborg, das er 2004 abschloss. Anschließend wurde er beim KNR angestellt, wo er als Kameramann, Beleuchter, Tontechniker und Filmeditor tätig war. Später wurde er auch Coproduzent der Jugendsendung Sofa aappalaartoq („Das rote Sofa“) und danach Berater und Editor bei Inuusuttut silarsuaat („Die Welt der Jugendlichen“). Von 2008 bis 2009 war er Direktor und Besitzer der Filmproduktionsfirma IMalik Production. 2009 verließ er den KNR und gründete gemeinsam mit Aka Hansen die Filmproduktionsfirma Tumit Productions. Aka Hansen verließ die Firma 2013 und Malik Kleist leitete sie fortan alleine, löste sie aber 2016 auf.
Von 2000 bis 2008 war Malik Kleist Frontsänger, Komponist und Texter der Rockband Chilly Friday. Später hatte er von 2011 bis 2016 seine eigene Band Malik. Mit dieser gab er 2012 das Album Nammineq uanga („Ich selbst“) und 2016 Ulloq nutaaq takkuppoq („Ein neuer Tag zeigt sich“) heraus.
Nach seinen ersten Erfahrungen als Belichtungsassistent in Sinilluarit (1999) übernahm er während der Ausbildung die Hauptrolle im Film Eskimo Weekend (2001). Er schuf mehrere Musikvideos für seine eigenen Bands und andere Gruppen. 2009 war er Drehbuchautor, Kameramann und Editor für den Film Hinnarik Sinnattunilu („Henrik und sein Traum“). 2010 war er Regisseur und Drehbuchautor für den Kurzfilm Aqisserniartilluta („Während wir Schneehühner jagen“) und 2011 für den Horrorfilm Qaqqat Alanngui („Die Schattenseiten der Berge“). 2012 war er Kameramann, Editor, Drehbuchautor und Schauspieler im Fernsehweihnachtskalender Nissit Angakkuaatillu („Die Wichtel und die Zaubersprüche“). 2013 schuf er den Kurzfilm Tvillinger und 2014 war er Produzent, Regisseur und Drehbuchautor des Spielfilms Unnuap Taarnerpaaffiani („Wenn die Nacht am dunkelsten ist“). 2022 erschien Alanngut Killinganni („An den Grenzen der Schattenseiten“).
Malik Kleist erhielt 2001 mit Chilly Friday den Koda Award. 2011 gewann er den Preis der grönländischen Weihnachtsbriefmarkenstiftung. 2013 erhielt er den grönländischen Filmpreis Innersuaq.